# Jūra

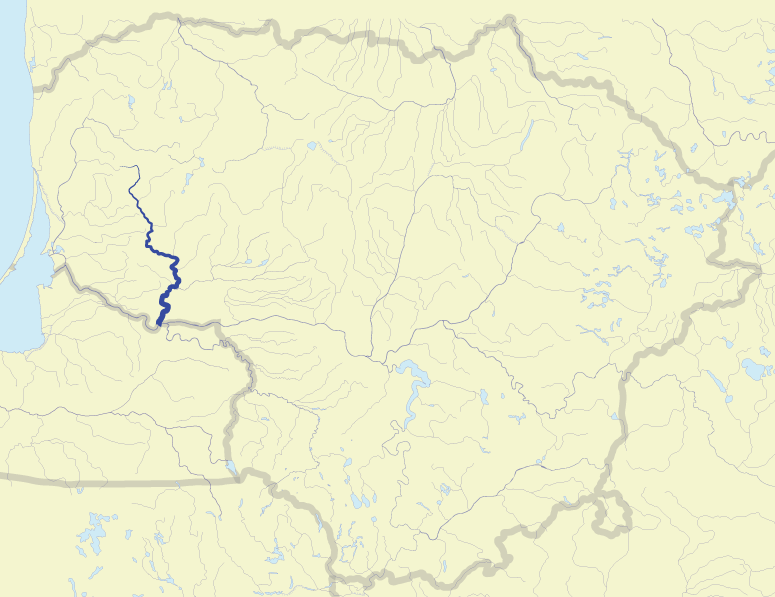
mapka toku řeky

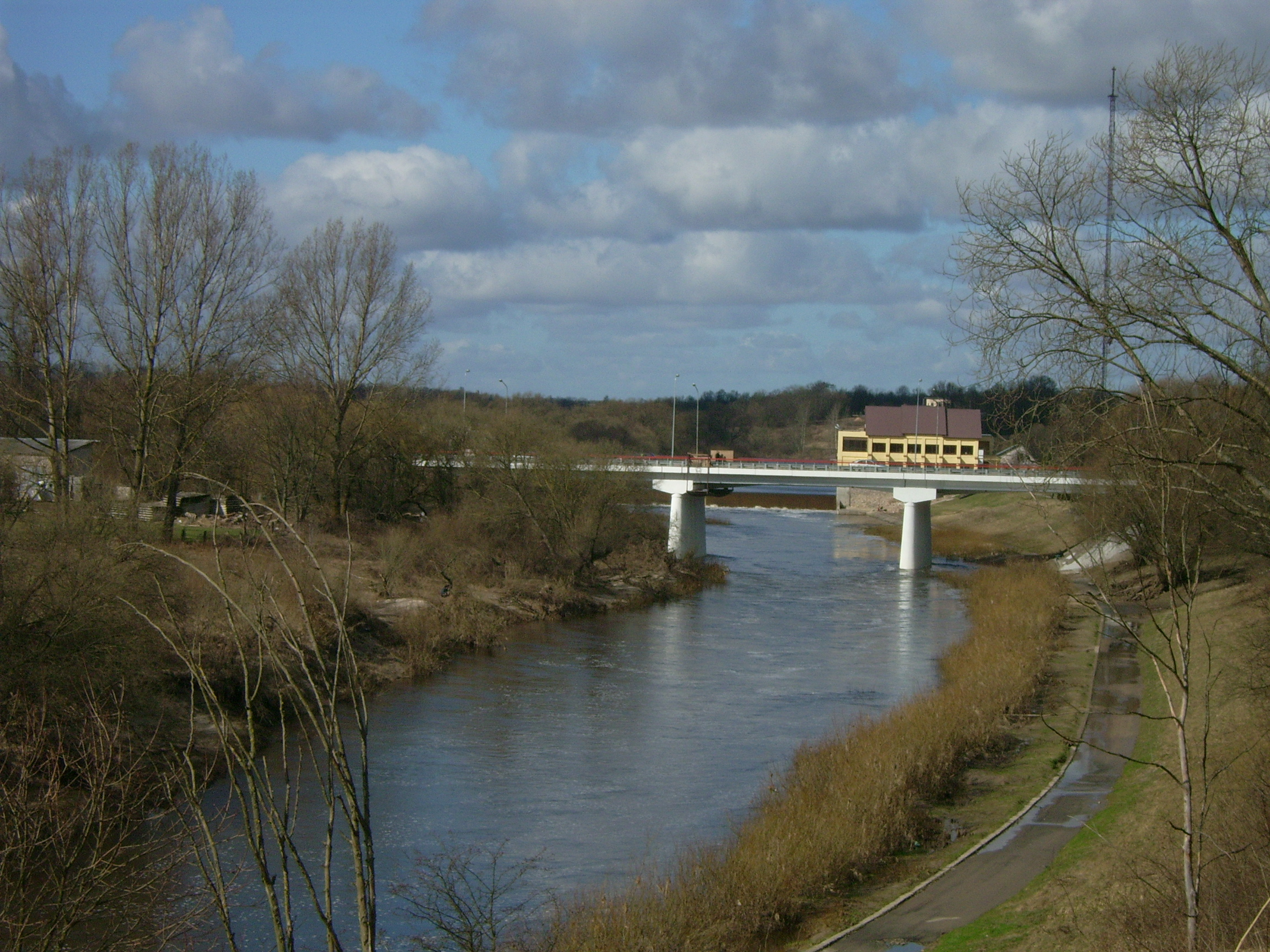
Most "Taurogeno" v krajském městě Tauragė

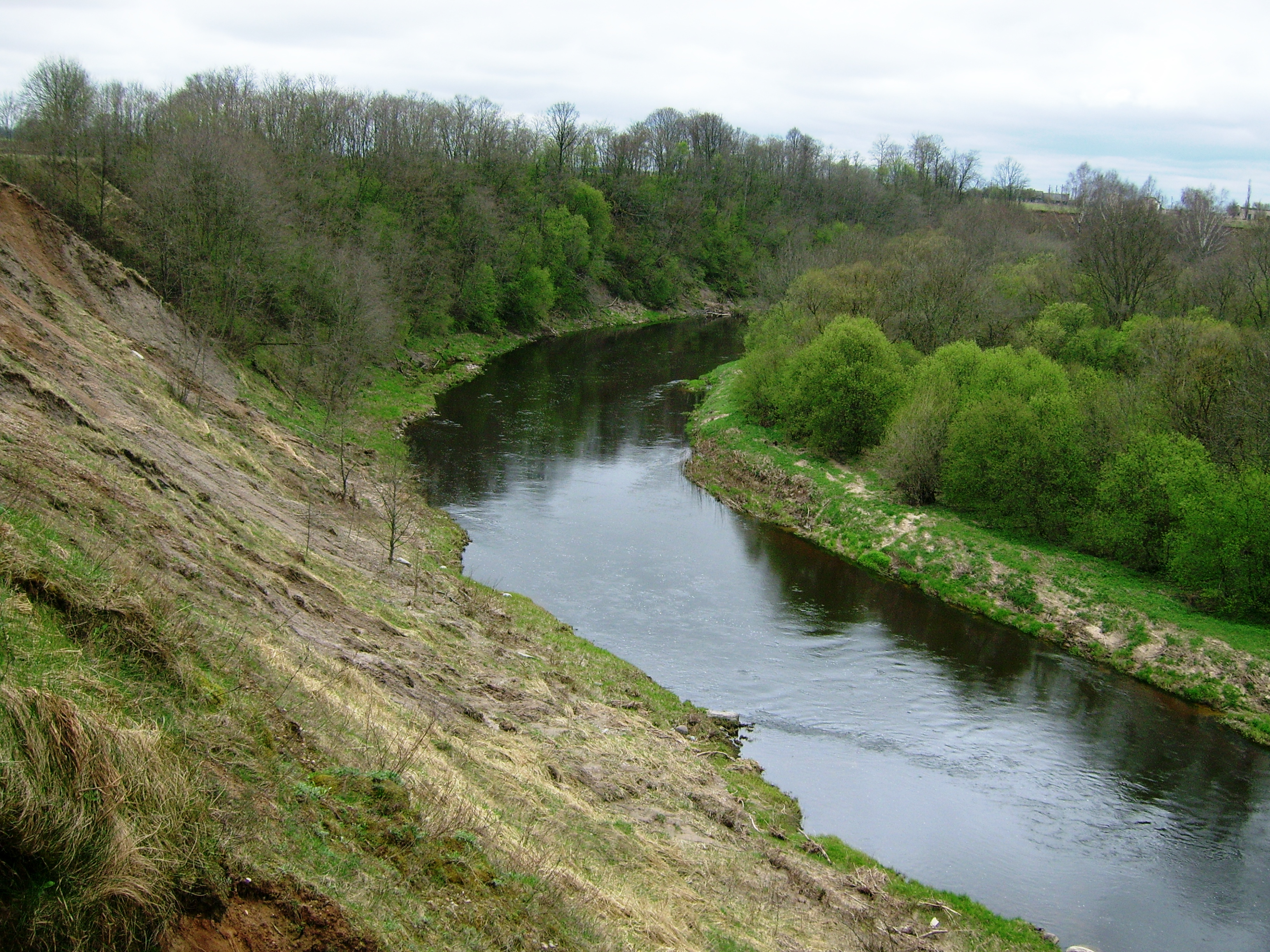
Řeka u obce Rekščiai, uprostřed mezi městy Pagramantis a Tauragė

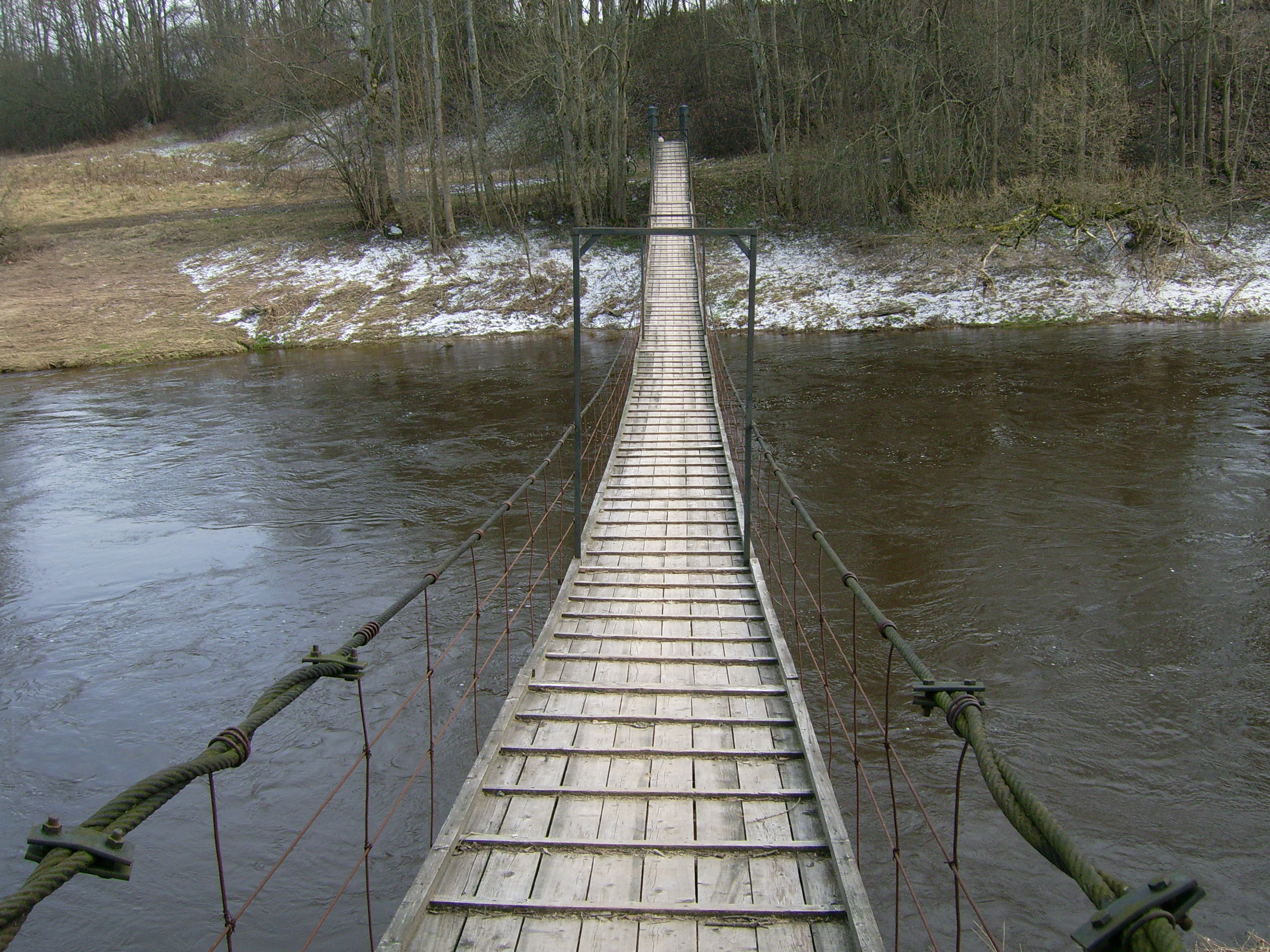
Most mezi vsí Gudlaukis a Pagramantisem

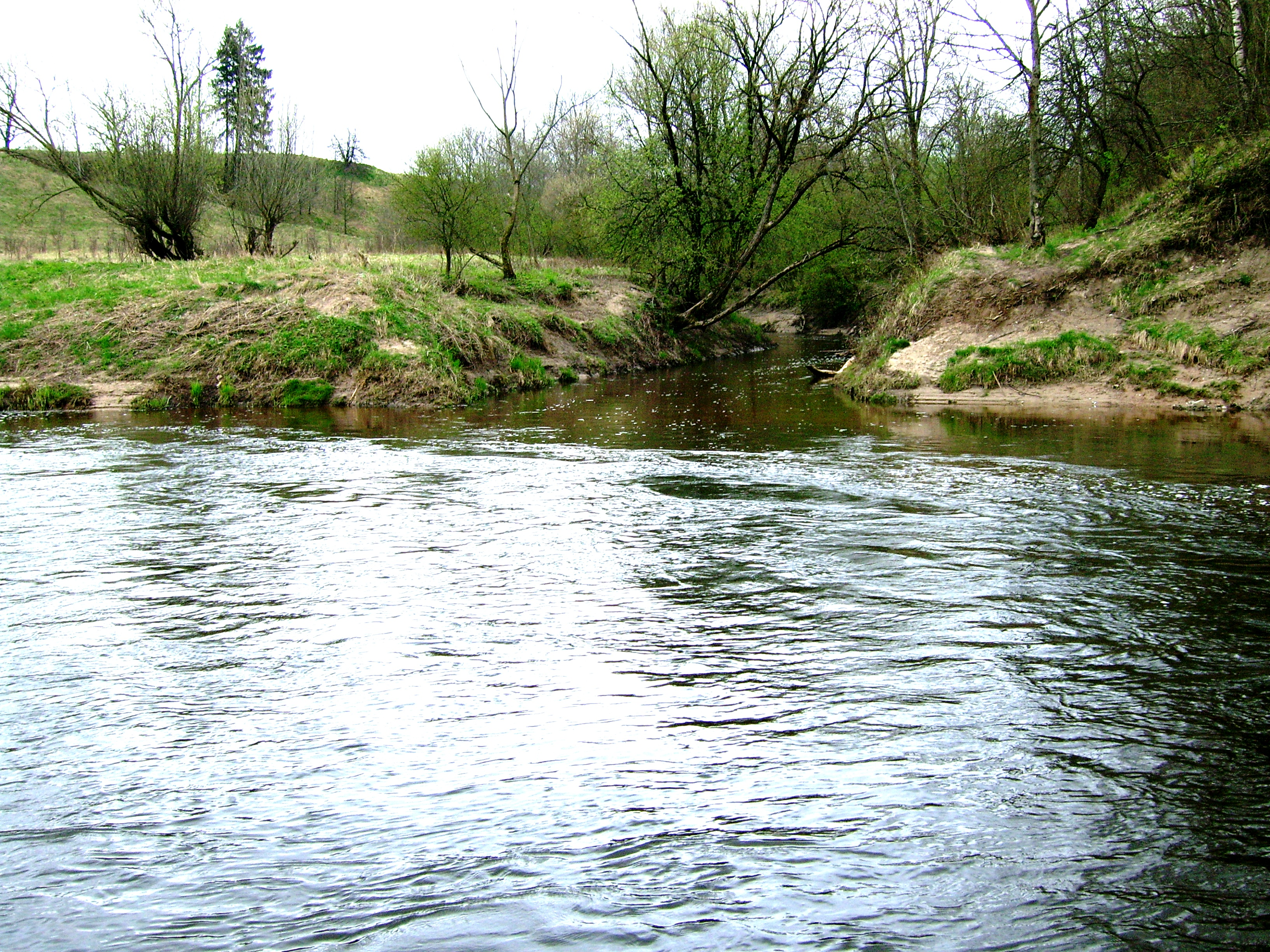
Soutok řek Jūra a jejího levého přítoku Šunija (na obr. vpravo)

Jūra je řeka v Litvě (Tauragėský kraj). Je to pravý přítok Němenu. Je 177 km dlouhá. Je to desátá nejdelší řeka v Litvě. Povodí má rozlohu 3994,4 km².

## Průběh toku
Pramení na západním úbočí Žemaitijské vysočiny, 2 km na západ od obce Jankaičiai, 9 km severozápad od Rietava. Teče zprvu na východ, potom se stáčí na jih, jihovýchod přes Rietava, Žadvainiai – zde přes ni vede dálnice A1 (260,5 km) – dále přes Kvėdarnu, Pajūris, Didkiemis, Pagramantis, (zde se vlévá Akmena; do ní se zde vlévá Gramančia, podle které dostal Pagramantis jméno), Tauragė, Pajūris, Obtéká z východu obloukem město Vilkyškiai, a nedaleko obce Vėžininkai se vlévá do Němenu 81 km od jeho ústí. Spád řeky je 0,8 m/km.

### Přítoky
- Levé:

| Hydrologické pořadí | Řeka              | Délka (km) | Povodí (km²) | Vzdálenost od ústí (km) | Ústí kde                | Koordináty ústí                 |
| ------------------- | ----------------- | ---------- | ------------ | ----------------------- | ----------------------- | ------------------------------- |
| 16010030            | Buba              | 6,6        | 19,1         | 161,8                   | Rietavas                |                                 |
| 16010040            | Ežerupis          | 4,7        | 12,4         | 161,5                   | Rietavas                |                                 |
| 16010050            | Balnupis          | 5,9        | 7,7          | 154,3                   | Rietavas                |                                 |
| 16010060            | Kirkšnis          | 10,6       | 32,8         | 153,5                   | Rietavas                |                                 |
| 16010120            | Rindė             | 7,4        | 18,2         | 140,9                   | Rindės                  |                                 |
| 16010130            | J – 15            | 3,3        | 2,7          | 140,2                   | Rindės                  |                                 |
| 16010150            | Deguva            | 8,4        | 15,6         | 136,0                   | Grimzdai                |                                 |
| 16010160            | Aitra             | 33,7       | 220,0        | 133,8                   | Grimzdai                | 55°35′30″ s. š., 21°57′2″ v. d. |
| 16010220            | Pienauja          | 2,4        | 3,6          | 128,9                   | Kvėdarna                |                                 |
| 16010230            | Geniotalis        | 5,1        | 7,9          | 127,0                   | Kvėdarna                |                                 |
| 16010250            | Vėžus             | 10,6       | 26,8         | 121,9                   | Palaivis (Drobūkščiai)  |                                 |
| 16010260            | Skurbynas         | 6,2        | 8,5          | 119,5                   | Antupalis (Drobūkščiai) |                                 |
| 16010280            | Lokysta           | 45,7       | 173,4        | 112,4                   | Kirnės I                |                                 |
| 16010320            | Šilvada           | 3,0        | 1,9          | 109,0                   | Kirnės I                |                                 |
| 16010330            | Ilgotis           | 10,5       | 17,4         | 108,4                   | Kirnės I                |                                 |
| 16010350            | Nemylas           | 13,7       | 21,8         | 104,0                   | Pajūris                 |                                 |
| 16010370            | Trumpė            | 2,2        | 1,6          | 100,4                   | Bačiškė                 |                                 |
| 16010390            | Odmuo             | 4,4        | 6,0          | 92,8                    |                         |                                 |
| 16010420            | Barys             | 7,8        | 8,3          | 90,3                    | Spraudaičių piliakalnis |                                 |
| 16010430            | Žiuržmotis        | 12,3       | 21,9         | 83,3                    | Didkiemis               |                                 |
| 16010440            | J – 13            | 3,1        | 3,0          | 80,2                    | Didkiemis               |                                 |
| 16010450            | Aušbruva          | 8,6        | 12,3         | 79,4                    | Didkiemis               |                                 |
| 16010460            | Kernušupis        | 2,2        | 1,9          | 77,4                    | Lylavėnai               |                                 |
| 16010470            | Lylava            | 10,0       | 14,7         | 75,5                    | Lylavėnai               |                                 |
| 16010480            | Liliava           | 7,6        | 8,4          | 73,1                    | Lylavėnai               |                                 |
| 16010510            | Akmena            | 70,8       | 402,0        | 71,7                    | Pagramantis             |                                 |
| 16010610            | Ringė (Ringia)    | 3,2        | &2,9         | 70,3                    | Ringiai                 |                                 |
|                     | Rekstys           | 2          |              | ~61                     | Reksčiai                |                                 |
| 16010650            | Šunija            | 35,1       | 158,6        | 52,8                    | Kelmynė                 |                                 |
| 16010720            | Miltauja          | 4,6        | 5,5          | 43,7                    | Tauragė                 |                                 |
| 16010730            | Šešuvis           | 114,9      | 1915,7       | 35,6                    | Pajūris                 |                                 |
| 16011060 16011061   | Dauglaukis/J – 11 | 5,2        | 11,8         | 27,8                    | Dauglaukis              |                                 |
| 16011090            | J – 9             | 5,6        | 11,5         | 19,9                    |                         |                                 |
| 16011110            | J – 7             | 4,4        | 5,7          | 15,0                    |                         |                                 |
| 16011120            | J – 5             | 8,4        | 17,8         | 14,8                    | Žagmantai               |                                 |
| 16011130            | J – 3             | 7,3        | 7,9          | 14,1                    |                         |                                 |
| 16011140            | Giluvė            | 10,9       | 41,2         | 12,8                    | Mociškai                |                                 |
| 16011180            | J – 1             | 4,6        | 10,8         | 4,7                     |                         |                                 |

- Pravé:

| Hydrologické pořadí | Řeka         | Délka (km) | Povodí (km²) | Vzdálenost od ústí (km) | Ústí kde               | Koordináty ústí |
| ------------------- | ------------ | ---------- | ------------ | ----------------------- | ---------------------- | --------------- |
| 16010010            | J – 6        | 3,4        | 6,1          | 167,9                   |                        |                 |
| 16010020            | Tinalupis    | 5,1        | 7,8          | 164,9                   | Rietavas               |                 |
| 16010070            | Kumelupis    | 5          | 4,3          | 151,5                   | Pelaičiai              |                 |
| 16010080            | Letausas     | 19,6       | 80,1         | 145,1                   | Žadvainiai             |                 |
|                     | Daubalė      | 6,1        | 10,3         | 143,0                   | Plunkėnai              |                 |
| 16010110            | Plunkė       | 6,3        | 10,3         | 141,5                   | Plunkėnai              |                 |
| 16010140            | Margų upelis | 2,0        | 7,6          | 138,7                   |                        |                 |
| 16010210            | Glivija      | 7,6        | 14,6         | 133,4                   | Grimzdai               |                 |
| 16010240            | Lokupis      | 2,8        | 5,6          | 122,4                   | Palaivis (Drobūkščiai) |                 |
| 16010270            | Šlaunis      | 3,4        | 3,9          | 117,2                   | Jonaičiai              |                 |
| 16010310            | Žvėrė        | 3,4        | 6,0          | 110,9                   |                        |                 |
| 16010340            | Kisė         | 5,1        | 6,5          | 104,8                   | Pakisys                |                 |
| 16010360            | Gervė        | 2,7        | 3,4          | 102,2                   | Užjūris                |                 |
| 16010380            | Bikava       | 11,6       | 22,5         | 94,8                    | Bikavėnai              |                 |
| 16010410            | Lolyčia      | 8,4        | 23,2         | 92,7                    | Stokaičiai             |                 |
| 16010620            | Dubalė       | 2,8        | 2,6          | 59,7                    | Jociai                 |                 |
| 16010630            | Vynija       | 5,4        | 12,0         | 59,6                    | Jociai                 |                 |
| 16010640            | Alanga       | 6,6        | 8,3          | 58,1                    | Alanga                 |                 |
| 16010710            | Dauba        | 3,4        | 3,6          | 47,8                    | Dapkiškiai             |                 |
| 16011010            | Ežeruona     | 36,8       | 186,5        | 33,8                    | Požerūnai              |                 |
| 16011050            | Meldikupė    | 7,8        | 14,7         | 30,7                    | Meldiklaukai           |                 |
| 16011070            | J – 4        | 4,1        | 5,1          | 24,8                    |                        |                 |
| 16011080            | Oplankis     | 5,7        | 18,1         | 21,3                    | Oplankys               |                 |
|                     | Birbintė     | 3,8        |              | ~19                     | Vilkyškiai             |                 |
| 16010090            | Daubalė      |            |              | 13,0                    | Vilkyškiai             |                 |
| 16011150            | Jurgupis     | 4,8        | 8,7          | 10,4                    |                        |                 |
| 16011160            | Lankupė      | 4,1        | 4,7          | 9,3                     |                        |                 |
| 16011170            | Liūnas       | 4,1        | 9,4          | 5,2                     |                        |                 |
| 16011190            | J – 2        | 3,6        | 7,8          | 1,0                     |                        |                 |

## Vodní režim
Zdroj vody je smíšený s převahou dešťového (48 %). K nejvyšším vodním stavům dochází od konce února do začátku května. Po zbytek roku může docházet k povodním, nejčastěji v prosinci. Průměrný průtok vody ve vzdálenosti 40 km od ústí činí 20,1 m³/s. Zamrzá v polovině listopadu až v únoru a rozmrzá na konci února až v polovině dubna. Šířka koryta dosahuje 15 – 20 m, hloubka 0,1 – 3 m. Výška podmílaných břehů dosahuje 25 m. Řeku kromě dálnice A1 překlenují ještě krajské silnice č. 164, 197, 165, 141 a dálnice A12.

## Města
Leží na ní města Kvėdarna, Pajūris, Pagramantis, Tauragė, Vilkyškiai.

## Krajina, rezervace
Na jejím břehu je 10 hradišť baltského typu. V povodí Jūry je Chráněná krajinná oblast Pagramantisu (litevsky Pagramančio regioninis parkas), dvě rezervace (ichtyologická a krajinná).

## Rybníky
Na řece jsou tyto rybníky:
- Rybník u Balskai, plocha 300 ha, výška 15 m.
- Rybník v Tauragė, plocha 24,4 ha, výška 3 m.

## Původ názvu
Jūra litevsky znamená moře.

## Skloňování
Jūra je v litevštině i v češtině rodu ženského, číslo jednotné, skloňuje se podle vzoru žena.